# Buguni (circunscrição)
Buguni é uma das sete circunscrições da região de Sicasso, no sul do Mali. Sua capital é Buguni. Está dividida na comuna urbana de Buguni e 26 comunas rurais:
- Bladié-Tiémala
- Buguni
- Danou
- Débélin
- Défina
- Dogo
- Domba
- Faradiélé
- Faragouaran
- Garalo
- Keleya
- Kokélé
- Kola
- Koumantou
- Kouroulamini
- Méridiéla
- Ouroun
- Sanso
- Sibirila
- Sido
- Syen Toula
- Tiémala-Banimonotié
- Wola
- Yinindougou
- Yiridougou
- Zantiébougou